# Lütkendorf
Lütkendorf ist ein Ortsteil der Stadt Putlitz im Landkreis Prignitz in Brandenburg. Der Ort liegt nordwestlich der Kernstadt Putlitz an der Landesstraße L 104. Östlich verläuft die L 111, nordwestlich und nördlich die Landesgrenze zu Mecklenburg-Vorpommern und nördlich die A 24. Nördlich erstreckt sich ein etwa 5,5 ha großer Stausee, der auch ein Angelgewässer ist.

## Geschichte

### Eingemeindungen
Am 31. Dezember 2001 wurde Lütkendorf in die Stadt Putlitz eingemeindet.

## Sehenswürdigkeiten
- In der Liste der Baudenkmale in Putlitz ist für Lütkendorf kein Baudenkmal aufgeführt.

## Persönlichkeiten
- Hermann Busse (1883–1970), Maler, geboren in Lütkendorf